# 훈리 파겐부르크
훈리 파겐부르크(독일어: Chhunly Pagenburg, 1986년 11월 10일 ~ )는 독일에서 태어난 캄보디아의 은퇴한 축구 선수로, 포지션은 스트라이커였다.

## 클럽 경력
캄보디아 출신의 어머니에게서 태어난 파겐부르크는 푀닉스 뉘른베르크에서 처음 축구를 시작했으며, 그로이터 퓌르트의 청소년 클럽을 거쳐 1. FC 뉘른베르크의 청소년 클럽에 들어갔고, 2006년 2월 25일에 샬케 04를 상대로 분데스리가에서 첫 경기를 가졌다.
분데스리가에서 모습을 보인 파겐부르크는 2007년 4월 14일에 알레마니아 아헨을 상대로 분데스리가에서 첫 골을 기록했다. 2007년 11월 8일에는 에버턴과의 2007-08년 UEFA컵 조별 리그 경기에서 85분에 교체 선수로 들어가 처음으로 국제 무대에서 뛰었다. 2007-08 시즌 초반에 출장 기회를 얻지 못하자 겨울 이적 시장에서 15만 유로에 2. 분데스리가의 1860 뮌헨으로 임대됐다. 파겐부르크는 2008년 1월 30일에 열린 알레마니아 아헨과의 DFB-포칼 2007–08 16강 경기에서 데뷔전을 가졌으나, 1군에서 많은 출장 기회를 받지 못했다. 시즌이 끝난 뒤 파겐부르크는 1. FC 뉘른베르크로 복귀했다.
2008-09 시즌의 겨울 이적 시장이 끝나기 전 파겐부르크는 10만 유로의 이적료에 3. 리가의 로트바이스 에르푸르트로 이적했으며, 동시에 로트바이스 에르푸르트에서는 알베르트 부냐쿠가 1. FC 뉘른베르크로 팀을 옮겼지만 이 이적이 트레이드인지는 밝혀지지 않았다. 파겐부르크는 연골 부상과 골반 염증으로 1년동안 부상에 시달렸고, 2010-11 시즌에 경기에 뛰지 못해 재계약 제의를 받지 못해 레기오날리가 쥐트의 아인트라흐트 트리어 05에 입단했다. 2011년 8월 6일에 비덴브뤼크 2000과의 경기에서 63분에 예레미 카리카리의 교체 선수로 들어가 데뷔전을 가졌다. 파겐부르크는 2012년 5월에 2013년까지 계약을 연장했고, 2013-14 시즌에 2. 분데스리가의 FSV 프랑크푸르트와 2년 계약을 맺고 입단했다.
2015년 2월에 만성 등 부상으로 선수 생활을 할 수 없게 되자 28살의 나이로 선수 은퇴를 선언했다.

## 국가대표팀 경력
파겐부르크는 독일 U-19 축구 국가대표팀과 독일 U-20 축구 국가대표팀에 뽑혀 활약했다.
2013년 11월 19일에는 캄보디아 축구 국가대표팀에 뽑혀 괌 축구 국가대표팀과의 친선 경기에서 처음으로 국가대표팀 경기를 가졌다.

## 경력 통계

### 클럽
| 클럽                   | 클럽      | 클럽              | 리그 | 리그 | 컵   | 컵   | 대륙 | 대륙 | 합계 | 합계 |
| 클럽                   | 시즌      | 리그              | 경기 | 득점 | 경기 | 득점 | 경기 | 득점 | 경기 | 득점 |
| ---------------------- | --------- | ----------------- | ---- | ---- | ---- | ---- | ---- | ---- | ---- | ---- |
| 1. FC 뉘른베르크       | 2005-06   | 분데스리가        | 1    | 0    | 0    | 0    | —    | —    | 1    | 0    |
| 1. FC 뉘른베르크       | 2006-07   | 분데스리가        | 10   | 1    | 2    | 1    | —    | —    | 12   | 2    |
| 1. FC 뉘른베르크       | 2007-08   | 분데스리가        | 1    | 0    | 0    | 0    | 1    | 0    | 2    | 0    |
| 1. FC 뉘른베르크       | 2008-09   | 2. 분데스리가     | 2    | 0    | 1    | 0    | —    | —    | 3    | 0    |
| 1. FC 뉘른베르크       | 합계      | 합계              | 14   | 1    | 3    | 1    | 1    | 0    | 18   | 2    |
| 1860 뮌헨 (임대)       | 2007-08   | 2. 분데스리가     | 5    | 0    | 2    | 0    | —    | —    | 7    | 0    |
| 1860 뮌헨 (임대)       | 합계      | 합계              | 5    | 0    | 2    | 0    | —    | —    | 7    | 0    |
| 로트바이스 에르푸르트  | 2008-09   | 3. 리가           | 18   | 5    | 0    | 0    | —    | —    | 18   | 5    |
| 로트바이스 에르푸르트  | 2009-10   | 3. 리가           | 15   | 0    | 1    | 0    | —    | —    | 16   | 0    |
| 로트바이스 에르푸르트  | 2010-11   | 3. 리가           | 0    | 0    | 0    | 0    | —    | —    | 0    | 0    |
| 로트바이스 에르푸르트  | 합계      | 합계              | 33   | 5    | 1    | 0    | —    | —    | 34   | 5    |
| 아인트라흐트 트리어 05 | 2011-12   | 레기오날리가 쥐트 | 29   | 11   | 2    | 0    | —    | —    | 31   | 11   |
| 아인트라흐트 트리어 05 | 2012-13   | 레기오날리가 쥐트 | 24   | 18   | 0    | 0    | —    | —    | 24   | 18   |
| 아인트라흐트 트리어 05 | 합계      | 합계              | 53   | 29   | 2    | 0    | —    | —    | 55   | 29   |
| FSV 프랑크푸르트       | 2011-12   | 2. 분데스리가     | 4    | 0    | 0    | 0    | —    | —    | 4    | 0    |
| FSV 프랑크푸르트       | 합계      | 합계              | 4    | 0    | 0    | 0    | —    | —    | 4    | 0    |
| 통산 경력              | 통산 경력 | 통산 경력         | 109  | 35   | 9    | 1    | 1    | 0    | 119  | 36   |

## 수상 내역

### 클럽
1. FC 뉘른베르크
- DFB-포칼 우승: 2006-07